# Jean-Jacques Fussien
Jean-Jacques Fussien (Verneuil-en-Halatte, 21 de gener de 1952 - Orleans, 23 d'agost de 1978) va ser un ciclista francès, que fou professional entre 1973 i 1978, any de la seva mort mentre entrenava pel Gran Premi de Plouay. Considerat un bon esprintador, va obtenir victòries d'etapa a la Setmana Catalana, a la Volta a Llevant o a la Volta a Cantàbria.
Quan era amateur va participar en els Jocs Olímpics de Múnic de 1972 en la prova en persecució per equips.

## Palmarès
- 1973
  - Vencedor de 3 etapes a la Volta a Cantàbria
  - Vencedor d'una etapa al Tour del Nord
- 1974
  - Vencedor d'una etapa als Quatre dies de Dunkerque
  - Vencedor d'una etapa a la Volta a Llevant
- 1975
  - Vencedor d'una etapa de la Setmana Catalana
  - Vencedor de 4 etapes a la Volta a Llevant
- 1976
  - Vencedor d'una etapa al Tour de l'Oise i del Somme
- 1978
  - Vencedor d'una etapa al Tour del Mediterrani

### Resultats al Tour de França
- 1978. 73è de la classificació general.

### Resultats a la Volta a Espanya
- 1973. Abandona
- 1975. Abandona